# Rock Hall
Rock Hall is een plaats (town) in de Amerikaanse staat Maryland, en valt bestuurlijk gezien onder Kent County.

## Demografie
Bij de volkstelling in 2000 werd het aantal inwoners vastgesteld op 1396.
In 2006 is het aantal inwoners door het United States Census Bureau geschat op 1422, een stijging van 26 (1.9%).

## Geografie
Volgens het United States Census Bureau beslaat de plaats een oppervlakte van
4,0 km², waarvan 3,4 km² land en 0,6 km² water. Rock Hall ligt op ongeveer 6 m boven zeeniveau.

## Plaatsen in de nabije omgeving
De onderstaande figuur toont nabijgelegen plaatsen in een straal van 20 km rond Rock Hall.